# Volpago del Montello
Volpago del Montello es una localidad y comune italiana de la provincia de Treviso, región de Véneto, con 9.935 habitantes.

## Evolución demográfica
| Gráfica de evolución demográfica de Volpago del Montello entre 1861 y 2001 |
|                                                                            |
| Fuente ISTAT - elaboración gráfica de Wikipedia                            |